# シャンハイボビー
シャンハイボビー（Shanghai Bobby、2010年2月27日 - ）は、アメリカ合衆国の競走馬・種牡馬。主な勝ち鞍は2012年のシャンペンステークス、ブリーダーズカップジュベナイル。

## 現役時代
2011年のキーンランド・イヤリング・セールに上場され、後の筆頭馬主Starlight Racingのエージェントであるフランク・ブラザーズによって10万5000ドルで落札される。
2012年4月にデビューし、無傷の3連勝でG2ホープフルステークスを制覇して重賞制覇を果たすと、4戦目でシャンペンステークスに出走し、5馬身差の圧勝で初のGIタイトルを手にする。同レース終了後、クールモアグループが所有権の半分を取得している。西海岸のサンタアニタ競馬場で行われたブリーダーズカップ・ジュヴェナイルには、ハリケーン・サンディによる交通網の乱れの影響で輸送が予定よりも遅れたが、無事に出走にこぎつける。レースでは3～4コーナーの途中で先頭に立ち、直線で追いすがるヒーズハッドイナフ(He's Had Enough)の追撃をアタマ差退けて無敗で2歳王者の座についた。GI2勝を含む5戦全勝の成績により、同年のエクリプス賞最優秀2歳牡馬に選出された。
しかし、3歳初戦のホーリーブルステークスで2着に終わり初の敗戦を喫すると、フロリダダービーでも5着と不振に陥る。陣営は立て直しのためにクラシック戦線をパスしての休養を選択した。9月に戦線復帰し、復帰初戦のブラックタイプ競走を勝利するが、9月30日に繋靭帯の故障により現役を引退することが発表された。

### 競走成績
以下の内容は、EQUIBASEの情報に基づく。
| 出走日     | 競馬場                 | 競走名                             | 格 | 距離   | 着順 | 騎手           | 着差     | 1着（2着）馬        |
| ---------- | ---------------------- | ---------------------------------- | -- | ------ | ---- | -------------- | -------- | ------------------- |
| 2012.04.19 | アケダクト             | 未勝利                             |    | ダ4.5f | 1着  | R.ナプラヴニク | 4馬身    | （Ju Ju Eyeballs）  |
| 0000.06.27 | ベルモント             | トラックバロンステークス           |    | ダ5.5f | 1着  | R.ナプラヴニク | 1馬身    | （Handsome Jack）   |
| 0000.09.03 | サラトガ               | ホープフルステークス               | G2 | ダ7f   | 1着  | R.ナプラヴニク | 3馬身3/4 | （Solomini）        |
| 0000.10.06 | ベルモントパーク       | シャンペンステークス               | G1 | ダ8f   | 1着  | R.ナプラヴニク | 5馬身    | （Fortify）         |
| 0000.11.03 | サンタアニタ           | ブリーダーズカップ・ジュヴェナイル | G1 | ダ8.5f | 1着  | R.ナプラヴニク | アタマ   | （He's Had Enough） |
| 2013.01.26 | ガルフストリームパーク | ホーリーブルステークス             | G3 | ダ8.5f | 2着  | R.ナプラヴニク | 2馬身    | Itsmyluckyday       |
| 0000.03.30 | ガルフストリームパーク | フロリダダービー                   | G1 | ダ9f   | 5着  | R.ナプラヴニク |          | Orb                 |
| 0000.09.20 | ベルモントパーク       | アルジャミンステークス             |    | ダ6.5f | 1着  | J.ヴェラスケス | クビ     | （Stan Abhaile）    |

## 種牡馬時代
2014年からアッシュフォードスタッドで種牡馬入りした。2014-2015年シーズンはシャトル種牡馬としてブラジルでも供用された。初年度産駒は2017年にデビューし、北米では同年に15頭が勝ち上がって新種牡馬リーディング4位に入った。
日本では2017年11月27日大井競馬2Rでマイアミヒーローが産駒の初勝利を挙げている。JRAでは2018年12月15日中山6Rでハクモクレンが初勝利を挙げた。
2018年10月に日本への導入が決まり、2019年よりアロースタッドで供用が開始される。
2022年7月10日福島6Rをモンサンスヴニールが勝利して、国内で産まれた産駒として初勝利を挙げた。

### 主な産駒
- Inforcer - ブラジルジョッキークラブ大賞（伯GI）[9]
- Habile Bobby - サコー少佐大賞（伯GI）[9]
- Doppio Shanghai - リオデジャネイロディアナ大賞（伯GI）[9]
- Shancelot - アムステルダムS（米GII）、BCスプリント（米GI）2着、サンタアニタスプリントチャンピオンシップS（米GI）2着
- Shang Shang Shang - ノーフォークS（英GII）

#### 地方重賞優勝馬
- 2020年産
  - マンダリンヒーロー （2022年ハイセイコー記念、2023年サンタアニタダービー2着）[11]
  - ナイトオブバンド（2023年秋の鞍）[12]
- 2021年産
  - シシャモフレンド（2023年リリーカップ）[13]

- 2022年産
  - フリーダム（2025年留守杯日高賞）

## 血統表
| シャンハイボビーの血統        | シャンハイボビーの血統                                         | シャンハイボビーの血統                                         | （血統表の出典）                                               | （血統表の出典） |
| 父系                          | ストームバード系                                               | ストームバード系                                               | ストームバード系                                               | [ § 2 ]          |
| 父 Harlan's Holiday 1999 鹿毛 | 父の父Harlan 1989 鹿毛                                         | Storm Cat                                                      | Storm Bird                                                     | Storm Bird       |
| 父 Harlan's Holiday 1999 鹿毛 | 父の父Harlan 1989 鹿毛                                         | Storm Cat                                                      | Terlingua                                                      |                  |
| 父 Harlan's Holiday 1999 鹿毛 | 父の父Harlan 1989 鹿毛                                         | Country Romance                                                | Halo                                                           | Halo             |
| 父 Harlan's Holiday 1999 鹿毛 | 父の父Harlan 1989 鹿毛                                         | Country Romance                                                | Sweet Romance                                                  |                  |
| 父 Harlan's Holiday 1999 鹿毛 | 父の母Christmas in Aiken 1992 鹿毛                             | Affirmed                                                       | Exclusive Native                                               | Exclusive Native |
| 父 Harlan's Holiday 1999 鹿毛 | 父の母Christmas in Aiken 1992 鹿毛                             | Affirmed                                                       | Won't Tell You                                                 |                  |
| 父 Harlan's Holiday 1999 鹿毛 | 父の母Christmas in Aiken 1992 鹿毛                             | Won't Tell You                                                 | Honest Pleasure                                                | Honest Pleasure  |
| 父 Harlan's Holiday 1999 鹿毛 | 父の母Christmas in Aiken 1992 鹿毛                             | Won't Tell You                                                 | Princessnesian                                                 |                  |
| 母 Steelin' 2004 黒鹿毛       | 母の父Orientate 1998 黒鹿毛                                    | Mt. Livermore                                                  | Blushing Groom                                                 | Blushing Groom   |
| 母 Steelin' 2004 黒鹿毛       | 母の父Orientate 1998 黒鹿毛                                    | Mt. Livermore                                                  | Flama Ardiente                                                 |                  |
| 母 Steelin' 2004 黒鹿毛       | 母の父Orientate 1998 黒鹿毛                                    | Dream Team                                                     | Cox's Ridge                                                    | Cox's Ridge      |
| 母 Steelin' 2004 黒鹿毛       | 母の父Orientate 1998 黒鹿毛                                    | Dream Team                                                     | Likely Double                                                  |                  |
| 母 Steelin' 2004 黒鹿毛       | 母の母Steel Band 1997 黒鹿毛                                   | Carson City                                                    | Mr. Prospector                                                 | Mr. Prospector   |
| 母 Steelin' 2004 黒鹿毛       | 母の母Steel Band 1997 黒鹿毛                                   | Carson City                                                    | Blushing Promise                                               |                  |
| 母 Steelin' 2004 黒鹿毛       | 母の母Steel Band 1997 黒鹿毛                                   | *ウェディングバンド                                            | Mighty Appealing                                               | Mighty Appealing |
| 母 Steelin' 2004 黒鹿毛       | 母の母Steel Band 1997 黒鹿毛                                   | *ウェディングバンド                                            | Ring of Steel                                                  |                  |
| 母系(F-No.)                   | (FN:8-h)                                                       | (FN:8-h)                                                       | (FN:8-h)                                                       | [ § 3 ]          |
| 5代内の近親交配               | Raise a Native 5×5＝6.25%、Blushing Groom 4･5（母内）＝9.38%、 | Raise a Native 5×5＝6.25%、Blushing Groom 4･5（母内）＝9.38%、 | Raise a Native 5×5＝6.25%、Blushing Groom 4･5（母内）＝9.38%、 | [ § 4 ]          |
| 出典                          | 1. 2. 3. 4.                                                    | 1. 2. 3. 4.                                                    | 1. 2. 3. 4.                                                    | 1. 2. 3. 4.      |

- 母Steelin'は現役時代に米国で5勝[9]。
- 主な近親にエートラックス（2024年兵庫チャンピオンシップ、2025年東京スプリント）